# نعب (المخادر)

تعديل مصدري - تعديل

نعب هي إحدى قرى عزلة جبل عقد بمديرية المخادر التابعة لمحافظة إب، بلغ تعداد سكانها 296 نسمة حسب تعداد اليمن لعام 2004.